# Xã Baugo, Quận Elkhart, Indiana
Xã Baugo (tiếng Anh: Baugo Township) là một xã thuộc quận Elkhart, tiểu bang Indiana, Hoa Kỳ. Năm 2010, dân số của xã này là 9.431 người.